# 5 Prastantas
5 Prastantas (estilizado como 5PRAStANtAS) é uma banda brasileira de pop rock/rock alternativo formada em 2003 por moradores do bairro da Pompéia, em São Paulo - exceto o tecladista Gabriel Kanazawa, que entrou mais tarde e mora na cidade de Sorocaba. Suas influências passam por The Rolling Stones, The Beatles, Ultraje a Rigor, Barão Vermelho, entre outros. Foi vencedora do Manifesto Rock Fest em 2008.
O nome do grupo foi escolhido simplesmente por ser diferente - a princípio, era para ser provisório, mas acabou virando o oficial.
O primeiro álbum do grupo, Outra Frequência, foi gravado no Estúdio Space Blues e levou um ano para ficar pronto. Seu nome vem de uma de suas canções, cuja letra fala sobre encarar as coisas a partir de uma outra perspectiva.

## Integrantes
Atuais
- Caio Bars - vocal e guitarra (2003-atualmente)
- Thiago Lecussan - guitarra solo (2003-atualmente)
- Paulo Pascale - baixo (2003-atualmente)
- Ciro Rezende - bateria (2003-atualmente)
- Gabriel Kanazawa - teclado (2012-atualmente)

## Discografia
- Outra Frequência (2011)
- EP Bivolt (2016)[7]